# 佐々木博明
佐々木博明（ささき ひろあき、1952年 - ）は、日本の工学者。北海学園大学名誉教授。北海道出身
1974年東洋大学工学部卒業。1976年東洋大学大学院工学研究科修士課程修了。1976年ニッセキハウス工業入社。1978年同社退職し、北海学園大学工学部建築学科専任講師（建築環境基礎ほか担当）。1983年北海学園大学工学部建築学科助教授。1988年寒地技術シンポジウム論文賞受賞。1990年北海学園大学工学部建築学科教授。1991年北海学園大学大学院工学研究科教授。2018年北海学園大学定年退職。北海学園大学名誉教授。北海学園大学大学院工学研究科非常勤講師。北海学園大学開発研究所特別研究員。

## 著書
『積雪寒冷型アトリウムの計画と設計』絵内正道編、分担執筆、北海道大学出版会 1995

## 参考
- 研究者 - researchmap
- KAKEN